# Joseph Kossakowski
 (juillet 2018).
Si vous disposez d'ouvrages ou d'articles de référence ou si vous connaissez des sites web de qualité traitant du thème abordé ici, merci de compléter l'article en donnant les références utiles à sa vérifiabilité et en les liant à la section « Notes et références ».
Józef Dominik Korwin-Kossakowski, né le 16 août 1771 à Wojtkuszki (près de Wilkomierz dans le powiat de Kowno, aujourd'hui en Lituanie) et mort le 2 novembre 1840 à Varsovie, est un aristocrate polonais, colonel des confédérés de Targowica à partir de 1792, s'opposant à la Constitution polonaise du 3 mai 1791, et provoquant ainsi l'intervention russe du 18 mai 1792 qui précipita le deuxième partage du royaume. Par la suite, il changea de camp et combattit du côté de Napoléon.

## Biographie
Józef Kossakowski est le fils du maréchal de la cour et voïvode de Vitebsk, Michał Korwin-Kossakowski (1733-1798), et de son épouse, née Barbara Syberg zu Wischlingen (1740-1811), famille germano-balte restée catholique dont les racines anciennes sont en Westphalie. Le colonel Józef Kossakowski fait partie de la Diète des Quatre Jours et reçoit du roi Stanisław-Auguste l'ordre de l'Aigle blanc en 1793.
Il se range néanmoins du côté de Napoléon pendant la campagne de Russie de 1812 et combat dans les rangs de la Grande Armée. Il est blessé à Borissov et pendant la bataille de la Bérézina. Il reçoit la légion d'honneur, le 10 août 1813, pour faits d'armes devant la forteresse de Spandau et il est nommé chef de bataillon.
Plus tard, il fut partisan de l'insurrection de novembre 1830 contre les Russes. 
Il est propriétaire du château de Wieprze (aujourd'hui Vepriai en Lituanie) à partir de 1808, dont sa fille Pélagie Bower-St. Clair hérite en 1840.
Joseph Kossakowski était certainement franc-maçon, d'après ses contemporains. Il fut enterré à l'église des Capucins de Varsovie.

## Famille
Le colonel Kossakowski épouse Ludwika Zofia Potocka (1779-1850) l'une des filles du comte Stanisław Szczęsny Potocki, partisan des Russes. De cette union sont issus :
- Stanisław-Feliks (1795-1872) qui épouse Alexandra de Laval de La Loubrerie (1811-1886), fille d'Ivan Stepanovitch Laval
- Josèphe (1796-1860) qui épouse le comte Léon Potocki (1799-1864)
- Pelagia (1798-1881) qui épouse Alexander Bower St. Clair (1800-1880)
- Zofia (1800 morte en bas âge)
- Wanda (morte en bas âge)
- Adèle (1801-1860) qui épouse le prince Eugène Poniatowski

Le colonel Kossakowski était le neveu de Mgr Joseph Kossakowski (1738-1794), évêque de Livonie et administrateur apostolique de Courlande, qui fut aussi partisan de la confédération de Targowica et défenseur du parti pro-russe. Il fut pendu le 9 mai 1794 pendant l'insurrection de Kosciusko.
Le colonel Kossakowski était le cousin germain du général-comte Joseph Korwin-Kossakowski (1772-1842) (fils d'Antoine) qui combattit aussi dans les rangs de Napoléon, et fut nommé aide-de-camp de l'empereur. Il fut décoré de la légion d'honneur (officier en 1813), et plus tard décoré par Charles X. 

## Galerie

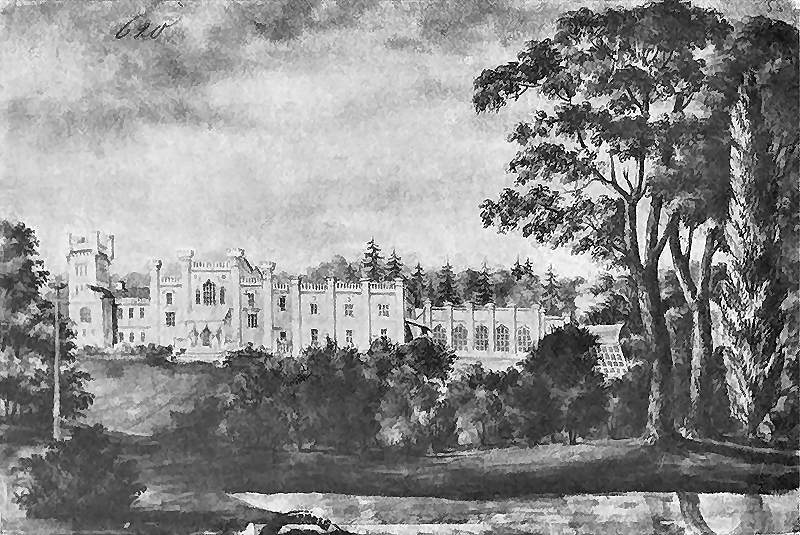
Le château néogothique des Kossakowski au début du XIXe siècle
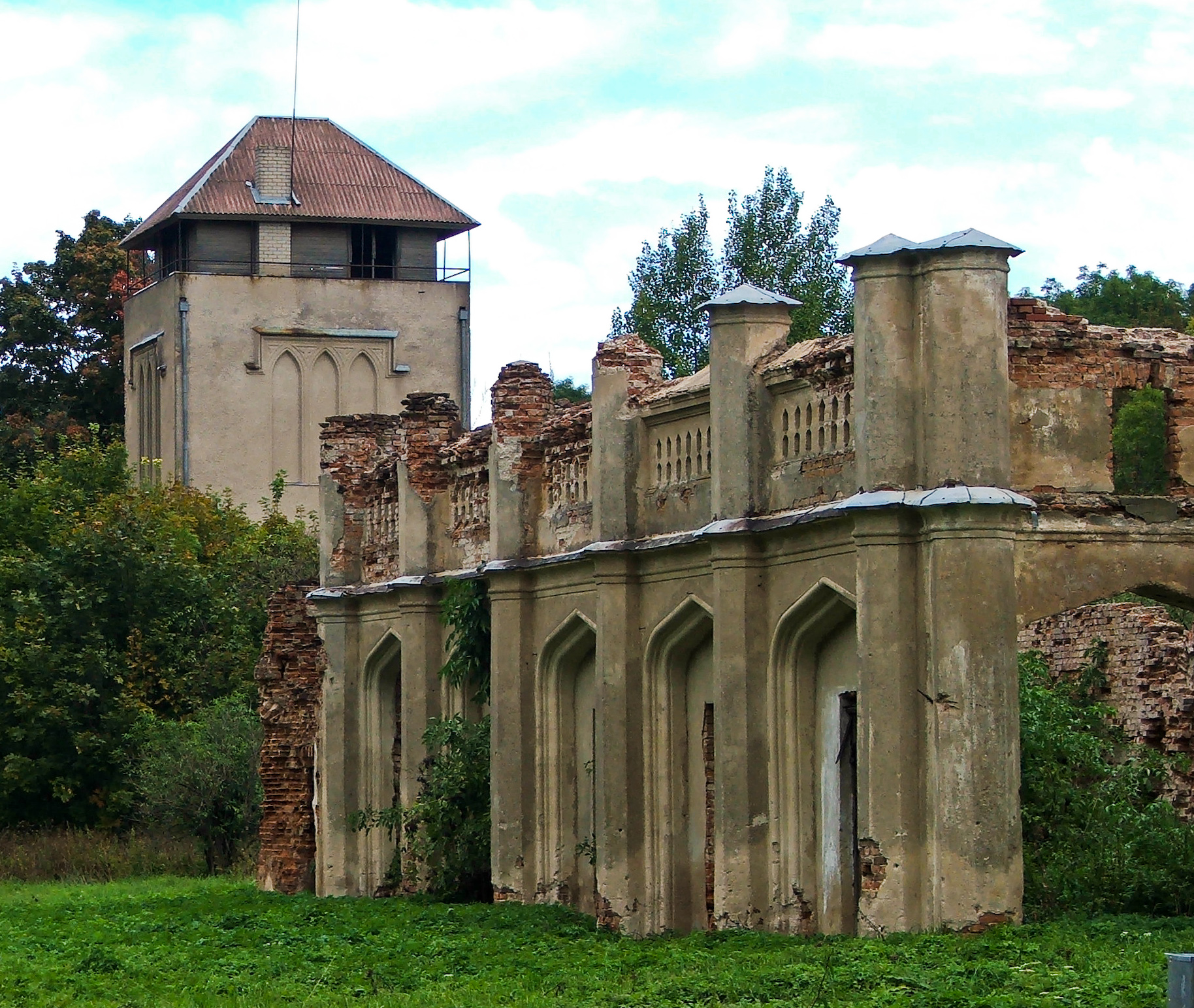
Les ruines du château aujourd'hui